# 센추리온 (전차)
센추리온 전차는 제2차 세계 대전 이후 영국의 주력전차였다. 1945년 도입된 이후, 이 전차는 가장 성공적인 전차 디자인 중 하나로 평가받고 있으며, 1960년대까지 생산에 들어갔으며 1980년대까지 전선에 투입되었다. 섀시도 다른 역할을 위해 전차에 도입되었고, 몇몇은 여전히 이러한 섀시가 달려 있다.
1943년 센추리온 전차가 계획되었고, 1945년 1월부터 양산되었다. 1945년 5월 유럽에서의 전쟁이 끝나기 1달도 되지 않아서 6개의 시제품이 벨기에에 도착했다. 1950년 6.25 전쟁 당시 영국 육군이 처음으로 이 전차를 사용했으며 이후 여러 국가에서 이 전차를 채택하게 되었다. 이스라엘의 경우 6일 전쟁, 욤키푸르 전쟁, 레바논 내전 때 이 전차를 사용했으며 요르단 역시 1970년 주력전차로 이 전차를 채택했다. 남아프리카 공화국은 앙골라와의 전쟁에서 이 전차를 사용했다.
1946년부터 1962년까지 4,423대의 센추리온 전차가 양산되었으며, 대다수는 FV4201 치프틴으로 교체되었다.